# 草の上の昼食 (映画)
『草の上の昼食』（仏: Le Déjeuner sur l'herbe、英: Picnic on the Grass）は、ジャン・ルノワール監督晩年の喜劇映画である。複数のカメラを同時に回すテレビドラマ的手法を用い、風光明媚なプロヴァンスを背景に、自然と人間性の美しさを謳う。「突風場面」が有名である。

## スタッフ
- 監督・脚本: ジャン・ルノワール
- 撮影: ジョルジュ・ルクレール
- 音楽: ジョゼフ・コズマ

## キャスト
※括弧内は日本語吹替
- エティエンヌ・アレクシ：ポール・ムーリス（フランス語版）（中村正）
- ネネット：カトリーヌ・ルーベル（フランス語版）（此島愛子）
- ニノ：フェルナン・サルドゥー（フランス語版）（千葉順二）
- チチネ：ジャクリーヌ・モラーヌ（フランス語版）（瀬能礼子）

※日本語吹替：初回放送1971年3月22日『月曜ロードショー』

## ストーリー
主人公のアレクシ博士は、人工授精によって優秀な子孫を増やし、それ以外の生殖行為は避けるべきであるという説を唱えている。彼は欧州連合大統領に出馬する予定であり、選挙戦を有利に進めるため女伯爵マリー・シャルロット（ドイツのガールスカウト組織者）との政略結婚の日取りも決まっていた。そのお披露目のための昼食会が近日中に行われることになっている。
女主人公の田舎娘ネネットは兄夫婦の苦労を見て、「子供は欲しいが、駄目な夫は欲しくない」と思い、自分は人工授精による子供が欲しいので実験台にせよといって博士の別荘に押し掛け、女中になる。
昼食会は森の中の空き地で行われた。おとなしく進行する昼食会が一転したのは、山羊をつれたガスパール爺の笛が鳴った時であった。笛の音に誘われたか突風が吹き荒れ、一同は自動車に駆け込もうと右往左往する。それをきっかけに各自の抑制の箍がはずれ、あちこちで踊り愛を囁くカップルが誕生する。博士も全裸で水浴びをするネネットを一目見て夢中になり、二人してネネットの実家で生活するようになる。
田舎で楽しく暮らしていた博士であったが、取り巻き連中に拉致同然に再び政界にひきずり出され、予定していた政略結婚の日が近付いてくる。ネネットは博士の子を妊娠していたがそれを博士に知らせず、出産費用を稼ごうと博士と女伯爵の結婚式の会場となるホテルで手伝いをしている。これが博士の目に留まり、結婚式は急遽一転、ネネットと博士のものになってしまうのだった。